# I misteri di Silvestro e Titti
I misteri di Silvestro e Titti (The Sylvester & Tweety Mysteries) è una serie televisiva animata prodotta da Warner Bros. Television Animation andata in onda negli Stati Uniti dal 1995 al 2002 e composta da 5 stagioni per un totale di 52 episodi.
In Italia la serie è andata in onda su Rai Due dal 1996 con pause intermedie più o meno lunghe tra una stagione e l'altra. Successivamente è stata replicata su Boomerang dal gennaio del 2004, su Italia 1 dal 2 settembre 2017 e su Cartoonito dal 29 ottobre 2018 in prima serata per la sola settimana di Halloween.

## Trama
La serie segue le avventure della Nonna in veste di detective, che viaggia per il mondo risolvendo dei misteri accompagnata dal trio composto dal gatto Silvestro, l'uccellino Titti e il cane Ettore, con il gatto più interessato a cercare di catturare il canarino venendo regolarmente fermato da Ettore.

## Personaggi
- Silvestro, voce italiana di Roberto Pedicini.
- Titti, voce italiana di Ilaria Latini.
- Nonna, voce italiana di Monica Bertolotti.
- Ettore, voce italiana di Roberto Stocchi.

## Spin-off cancellato
Il 17 febbraio 2021 era stato annunciato che la serie avrebbe avuto come spin-off un live action a tecnica mista intitolato Tweety Mysteries, ambientato a Washington dove Titti risolveva misteri accompagnato da una giovane ragazza chiamata Sidney, ma la serie è stata annullata nel dicembre 2022.